# Andrzej Kapuścik
Andrzej Kapuścik (ur. 30 stycznia 1949 w Gdańsku, zm. 9 stycznia 2020 w Wiedniu) – polski architekt. Autor projektu Sea Towers w Gdyni – w momencie oddania do użytku najwyższego budynku mieszkalnego w Polsce – oraz kompleksu mieszkaniowo-usługowego Centaurus w Olsztynie, najwyższego budynku w województwie warmińsko-mazurskim. Reprezentował trudny do jednoznacznego zaklasyfikowania styl w architekturze; najbliższymi jego twórczości nurtami są dekonstruktywizm i hi-tech.

## Życiorys
Absolwent Wydziału Architektury Politechniki Gdańskiej oraz Wydziału Architektury Wnętrz i Wzornictwa Przemysłowego Akademii Sztuk Pięknych w Gdańsku. 
W latach 1975–1982 był starszym asystentem na Wydziale Architektury Politechniki Gdańskiej. W latach 1981–1984 pracował jako projektant w pracowniach architektonicznych w Niemczech i Austrii. Od 1985 roku zawodowo związany był z Wiedniem, gdzie pracował m.in. w biurze Hansa Holleina.
W 1991 roku współzałożył biuro Kapuścik & Lekawa Architekten w Wiedniu. W latach 1996–2002 prowadził własną pracownię Architekt Andrzej Kapuścik w Wiedniu, a w latach 2002–2020 był współwłaścicielem i prezesem Andrzej Kapuścik Biuro Architektoniczne Sp. z o.o. w Warszawie.
Członek Stowarzyszenia Architektów Polskich (1973–2020), Austriackiego Towarzystwa Architektonicznego ÖGFA(2000–2020), oraz Mazowieckiej Okręgowej Izby Architektów RP (IARP). Zasiadał w jury konkursu Najlepsza Realizacja w Polsce oraz był członkiem delegacji na Kongres UIA w Montrealu.
Mieszkał w Wiedniu i Warszawie.
Został pochowany na cmentarzu Sieveringer w Wiedniu (Austria). Od 2024 roku jego prochy spoczywają na cmentarzu w Waszyngtonie (Washington, D.C.), USA.

## Ważniejsze realizacje i projekty własne
| Rok ukończenia | Obiekt                                            | Obiekt | Lokalizacja | Komentarz                                              |             |
| -------------- | ------------------------------------------------- | ------ | ----------- | ------------------------------------------------------ | ----------- |
| 1990           | Haas-Haus                                         |        | Wiedeń      | współpracownik głównego projektanta, Hansa Holleina    | [ 1 ]       |
| 1990           | biurowiec Kolmex                                  |        | Warszawa    | współpracownik głównego projektanta, Tadeusza Spychały | [ 2 ]       |
| 1997           | biurowiec Banku Handlowego w Warszawie            |        | Katowice    |                                                        | [ 2 ]       |
| 2009           | Sea Towers                                        |        | Gdynia      |                                                        | [ 2 ]       |
| 2023           | zespół budynków mieszkalnych Rumiana House I i II |        | Warszawa    | realizacja pośmiertna                                  | [ 3 ]       |
| 2023           | zespół mieszkaniowo-usługowy Centaurus            |        | Olsztyn     | realizacja pośmiertna                                  | [ 4 ] [ 5 ] |

## Nagrody i wyróżnienia
- Nagroda Towarzystwa Urbanistów Polskich za pracę dyplomową[6]
- Wyróżnienie za placę dyplomową i udział w wystawie najlepszych prac dyplowmowych na ASP i PWSSP – Zachęta Narodowa Galeria Sztuki
- Nagroda główna Katowice '96 w konkursie Architektura roku '96 na Śląsku (1996(
- Nominacja do Nagrody Państwowej za biurowiec Banku Handlowego w Warszawie w Katowicach
- 20 najlepszych architektów w Polsce – Ranking czasopisma Wprost (1996, 1997)
- Nagroda główna konkursu Polski Cement w Architekturze za biurowiec Banku Handlowego w Warszawie w Katowicach (1997)[7]
- Wyróżnienie „Architektura na Śląsku”
- Wyróżnienie i medal za osiągnięcia w dziedzinie architektury, Katowice
- Nominacja do nagrody Życie w Architekturze za biurowiec Banku Handlowego w Warszawie w Katowicach (2000)

## Konkursy
W latach 1973–2017 brał udział w szeregu konkursów architektonicznych otrzymując nagrody i wyróżnienia:
- Międzynarodowy konkurs Centrum Kultury w Abu Zabi, III Nagroda
- Konkurs krajowy Pawilon Wystawowy i Muzeum, Bonn, finalista
- Międzynarodowy konkurs Walt Disney Concert Hall, Los Angeles, finalista
- Euro Disney Land Conceptual Design for Hotels, Paryż, finalista
- Międzynarodowy konkurs Tokyo International Forum, Tokio, finalista
- Międzynarodowy konkurs Biblioteka Alexandrina, Paryż, wyróżnienie
- Międzynarodowy konkurs Nowe Muzeum Akropolis, Ateny, wyróżnienie
- Przetarg na budynek bankowy w Gdańsku, I Nagroda
- Międzynarodowy konkurs Museum der bildenden Künste, Lipsk
- Konkurs krajowy Zespół usługowo-handlowy zlokalizowany u zbiegu ulic: Rajskiej, Heweliusza, Gdańsk, I Nagroda
- Międzynarodowy konkurs urbanistyczno-architektoniczny WTC Gdynia, I Nagroda
- konkurs architektoniczny na zespół usługowo mieszkalny na Wyspie Spichrzów, Gdańsk, Wyróżnienie.

## Wystawy
- UNESCO Paryż, Francja, Biblioteka Alexandrina
- Ministry of Culture, Ateny, Grecja, Nowe Muzeum Akropolis
- Bank Handlowy w Warszawie SA-Oddziały BHwW SA/ Warszawa
- Urząd Wojewódzki, Nagroda roku 1996, Katowice 1996
- Warszawska Giełda, Wystawa prac nominowanych do Nagrody Głównej na najlepszy obiekt w Polsce zrealizowanym w ostatnim dziesięcioleciu (2000).da/ Wystawa prac nominowanych do Nagrody Głównej na najlepszy obiekt w Polsce zrealizowanym w ostatnim dziesięcioleciu.